# Edoardo Perroncito
Compléments
Un des premiers à décrire l'ankylostomose
Edoardo Bellarmino Perroncito (né le 10 mars 1847 à Viale dans la province d'Asti en Italie et mort le 4 novembre 1936) est un parasitologiste italien.

## Biographie
Il obtient son diplôme en médecine vétérinaire et, en 1879, il devient professeur de parasitologie de la Faculté de médecine vétérinaire de l'Université de Turin.

## Travaux
Avec Camillo Bozzolo (1845-1920) et Luigi Pagliani (it) (1847-1931), il découvre que l'ankylostome (Ancylostoma duodenale) était la cause de l'anémie qui affectait les ouvriers lors de construction du tunnel ferroviaire du Saint-Gothard : ils ont démontré que la transmission de l'ankylostome était liée au fait que les ouvriers avaient de très mauvaises conditions d'hygiène dans les 15 km de tunnel. Il est le premier à recommander l'utilisation de l'aspidium, extrait de fougère mâle comme traitement de la maladie.
Il a aussi travaillé sur Pasteurella multocida, une bactérie découverte par le vétérinaire alsacien Moritz, responsable du choléra des poules.

## Publications
- L'anemia dei contadini, fornaciai e minatori in rapporto coll'attuale epidemia negli operai del Gottardo. Studi ed osservazioni, profilassi e cura, Turin, Camilla e Bertolero, 1881.
- Il carbonchio e le vaccinazioni carbonchiose, Turin, Camilla e Bertolero, 1882.
- I parassiti dell'uomo e degli animali utili. Delle più comuni malattie da essi prodotte. Profilassi e cura relativa, Milan-Bologne-Naples, Vallardi, 1882. 2e ed.: 1901-1902 (21 fascicules).
- Sulle malattie del bestiame e più particolarmente della proteosi in Sardegna, Turin, Candeletti, 1890. Fait partie de la "Raccolta delle relazioni e dei lavori scientifici pubblicati nei primi tre anni dalla sua fondazione dalla Direzione della sanità pubblica (du 1er juillet 1887 au 1er juillet 1890)".
- Trattato teorico-pratico sulle malattie più comuni degli animali domestici dal punto di vista agricolo, commerciale ed igienico. Metodi di cura ed appendice sui migliori metodi di disinfezione dei vagoni, Turin, UTET, 1886. 2e ed. : 1905.
- La malattia dei minatori. Dal S. Gottardo al Sempione. Una questione risolta, Turin, Pasta, 1909.

Trad. française : La maladie des mineurs. Du St.-Gothard au Simplon. Une question resolue, Appendice, Turin, Établissement typographique nationale, 1912.

## Descendance
Il est le père du pathologiste Aldo Perroncito (en) (1882-1929).